# Aliona Mikhàilova
Aliona Mikhàilova és una actriu de cinema i televisió russa.
Mikhàilova és graduada per l'Institut Estatal de Cultura de Perm. El 2018 va protagonitzar el videoclip Compromise de Tesla Boy. Després de graduar-se, es va traslladar a Moscou per a seguir la seva carrera al món del cinema. El 2021 va interpretar a Antonina Miliukova al drama La dona de Txaikovski, de Kirill Serebrennikov, que va competir al 75è Festival Internacional de Cinema de Canes.